# Le Fousseret
Le Fousseret település Franciaországban, Haute-Garonne megyében. Lakosainak száma 1875 fő (2022. január 1.). Le Fousseret Pouy-de-Touges, Castelnau-Picampeau, Cazères, Gratens, Lavelanet-de-Comminges, Marignac-Lasclares, Mondavezan, Montoussin és Saint-Élix-le-Château községekkel határos.

## Népesség
A település népességének változása:
| Lakosok száma | 1460 | 1375 | 1370 | 1572 | 1755 | 1899 | 1935 | 1904 | 1895 | 1875 |
|               | 1968 | 1982 | 1990 | 2006 | 2011 | 2015 | 2016 | 2019 | 2020 | 2022 |